# 光辉国际
光辉国际（英語：Korn Ferry）是一家管理咨询和猎头公司。

## 历史
1969年创建于美国洛杉矶，1972年进行首次公开募股，1974年重新变为私人公司。1978年进入香港市场，1995年进入中国大陆市场，在全球有100多个办公场所。2018年全球有7643名员工。